# Jolt奖
Jolt奖，是计算机软件领域的一系列奖项，类似于电影领域的奥斯卡奖。该奖由《Dr. Dobb's Journal》（Dobb博士的杂志）于1990年开始每年发表。

## 简介
Jolt在英语中意为“震撼”，该奖以此命名，是因为要表彰的是那些给软件业带来震撼的产品、方法和书籍等。尤其在书籍方面的奖项更为业内人士所知晓，许多介绍软件开发的方法经验的著名书籍，曾收获了该奖中的某些项目。例如今年业界比较热门的开发方法——敏捷开发，介绍该方法的书籍包括：获得第13届Jolt奖中通用书籍类卓越奖的《敏捷软件开发——原则、模式与实践》，以及17届Jolt奖通用书籍类卓越奖的《敏捷软件开发》（第二版）。该奖项由Jolt可乐赞助，因此其标识和名称都和Jolt可乐相似。

## 分类
Jolt奖分许多的类目，它的分类方式在历史上发生过多次变化，例如书籍类曾经一度分为通用类和技术类，移动开发和网站开发目前已被合并为一个分类，等等。每个分类下的奖项数量也随着历史发展而发生变化，并非恒定不变的。在2010年，该奖的分类包括：
- 书籍

自2002年起，该分类下还细分为通用类和技术类。但自2010年度起，书籍类的奖项看似再度变成不分类。其中通用类包括但不限于：计算机历史，最佳实践、项目管理、开发者和（或）团队效率，以及与软件行业相关的社会经济学、规章制度和职业发展等问题的研究。技术类包括但不限于：软件开发语言、系统、硬件，以及编写代码过程中的风格、技术、平台、操作系统、建模、架构、源代码优化和源代码级安全问题。在2008年及以前，大多数时候这两个分类下会分别有1项卓越奖和3项生产力奖，但自2009年度起，每个分类只颁发2个生产力奖。此外，1992年及1993年较为特殊——有2个卓越奖（需要注意当时并没有开始分通用类和技术类两个类目）；
- 更改及配置管理

该分类主要关注在软件开发过程中，为代码版本控制、缺陷管理跟踪等相关问题提供便利的工具，以及配置管理工具等；
- 设计和建模

该分类关注的是用于收集需求、建模、原型设计、图形用户界面设计等的工具、分析工具以及根据模型自动生成代码的工具；
- 开发环境

该分类关注的为开发者提供便利的优秀开发环境，包括编程语言上的创新、源代码编辑器以及集成开发环境等；
- 企业工具

该分类主要关注的工具，是那些致力于帮助企业及应用开发者，使其开发的能够跨区、部门甚至公司的应用程序运行的更加平顺、有效、有竞争力以及节约成本。这包括（但不限于）：企业工作流和集成、文件管理、SOA、ESB、EIS、生命周期、趋势分析以及过程优化等；
- 库、框架和组件

该分类主要关注于开发者非常需要集成在他们开发的应用当中的各种库、框架和组件，无论这些东西的目标是单一的，还是关注不同方面的；
- 移动和网页开发

该分类主要关注于移动（包括手持）设备商的应用，以及网页应用的开发工具和解决方案，包括但不限于：网络管理、应用程序服务器及其基础架构，以及实用诸如XML、SOAP和HTML等公开标准的工具；
- 项目管理

该分类主要关注于进度估算、分析、排期和项目开发管理有关的工具和解决方案；
- 安全

该分类主要关注于在安全方面辅助开发者的工具，包括但不限于：鉴权和加密、代码分析、防火墙、网络监控、系统改进、系统监控以及如何阻止垃圾邮件等；
- 测试工具

该分类关注的是测试脚本、测试自动化、缺陷和BUG跟踪记录、功能和负载测试、质量保证计划、测试用例设计、白盒测试与黑盒测试以及源代码分析等工具；
- 实用工具

该分类关注与能让开发者个性化定制的工具，例如：代码的调优和标准化、编译工具、平台和设备的模拟器、代码混淆器、信息传递解决方案、帮助文档编写工具、产品演示工具、逆向工程工具等。
除了上述奖项之外，从1996年起还发布一个荣誉榜，其中包含了该奖认为在提高开发效率等方面对业界贡献较大的产品和（或）公司。

## 获奖记录
尽管该奖项在业内较有知名度，并且受到一定程度的推崇，但由于官方网站缺乏历史记录，正式媒体中这类信息也非常的零散，因此只能从个人收集的各类信息中进行汇集。相对于书籍类而言，其它类型的奖项更加缺乏记录。这里简要的列出历年来的书籍类震撼奖，完整的列表请参阅Jolt奖列表。
| 年度   | 奖项             | 名称 | 作者                                                                                          | 出版商                                                 | 链接 |
| ------ | ---------------- | --- | --------------------------------------------------------------------------------------------- | ------------------------------------------------------ | ---- |
| 1990   | 震撼奖           | Annotated C++ Reference Manual | Margaret Ellis和Bjarne Stroustrup                                                             | Addison Wesley                                         |      |
| 1991   | 震撼奖           | Object-Oriented Design with Applications | Grady Booch                                                                                   | Benjamin/Cummings                                      |      |
| 1992   | 震撼奖           | Undocumented Windows | Andrew Schulman、David Maxey以及Matt Pietrek                                                  | Addison Wesley                                         |      |
| 1992   | 震撼奖           | Decline and Fall of the American Programmer                                                                                                   | Ed Yourdon                                                                                    | Yourdon Press                                          |      |
| 1993   | 震撼奖           | Code Complete 大陆中文版：《代码大全》 | Steve McConnell                                                                               | 原版：Microsoft Press 大陆：学苑出版社                 |      |
| 1993   | 震撼奖           | Object-Oriented Design and Analysis with Applications（第二版） 大陆中文版：《面向对象分析与设计（原书第2版）》                               | Grady Booch                                                                                   | 原版：Benjamin/Cummings 大陆：机械工业出版社           |      |
| 1994   | 震撼奖           | Essential Client/Server Survival Guide | Robert Orfali、Dan Harkey以及Jeri Edwards                                                     | Van Nostrand Reinhold                                  |      |
| 1995   | 震撼奖           | Thinking in C++ 中文版 | Bruce Eckel                                                                                   | 原版：PTR Prentice Hall 大陆：机械工业出版社           |      |
| 1996   | 震撼奖           | Rapid Development 大陆中文版：《快速软件开发》                                                                                                | Steve McConnell                                                                               | 原版：Microsoft Press 大陆：电子工业出版社             |      |
| 1997   | 震撼奖           | Object-oriented Software Construction | Bertrand Meyer                                                                                | Prentice Hall                                          |      |
| 1998   | 震撼奖           | Component Software—Beyond Object-Oriented Programming 大陆中文版：《构件化软件——超越面向对象编程(第二版)》                                    | Clemens Szyperski                                                                             | 原版：Addison-Wesley 大陆：电子工业出版社              |      |
| 1999   | 震撼奖           | Software for Use: A Practical Guide to the Models and Methods of Usage Centered Design                                                        | Larry Constantine和Lucy Lockwood                                                              | Addison-Wesley                                         |      |
| 2000   | 震撼奖           | Adaptive Software Development 大陆中文版：《自适应软件开发：一种管理复杂系统的协作模式》                                                      | James A. Highsmith III                                                                        | 原版：Dorset 大陆：清华大学出版社                      |      |
| 2001   | 震撼奖           | Effective Java 大陆中文版：《Effective Java中文版》                                                                                           | Joshua Bloch                                                                                  | 原版：Addison-Wesley 大陆：机械工业出版社              |      |
| 2002   | 震撼奖（通用类） | Agile Software Development: Principles, Patterns and Practices 大陆中文版：《敏捷软件开发：原则、模式与实践》                                 | Robert C. Martin                                                                              | 原版：Pearson Education 大陆：清华大学出版社           |      |
| 2002   | 震撼奖（技术类） | Thinking in Java（第三版） 大陆中文版：《Java编程思想：第3版》                                                                                | Bruce Eckel                                                                                   | 原版：Prentice Hall PTR 大陆：机械工业出版社           |      |
| 2003   | 震撼奖（通用类） | Waltzing with Bears: Managing Risk on Software Projects 大陆中文版：《与熊共舞》                                                              | Tom DeMarco和Timothy Lister                                                                   | 原版：Dorset 大陆：清华大学出版社                      |      |
| 2003   | 震撼奖（技术类） | Test-Driven Development: A Practical Guide 大陆中文版：《测试驱动开发——实用指南》                                                             | David Astels                                                                                  | 原版：Prentice Hall 大陆：中国电力出版社               |      |
| 2004   | 震撼奖（通用类） | Head First Design Patterns 大陆中文版：《Head First 设计模式》                                                                                | Elisabeth Freeman、Eric Freeman、Bert Bates以及Kathy                                          | 原版：O'Reilly Media 大陆：中国电力出版社              |      |
| 2004   | 震撼奖（技术类） | Better, Faster, Lighter Java 大陆中文版：《轻快的Java》                                                                                       | Bruce A. Tate和Justin Gehtland                                                                | 原版：O'Reilly Media 大陆：中国电力出版社              |      |
| 2005   | 震撼奖（通用类） | Prefactoring 大陆中文版：《软件预构艺术》 | Ken Pugh                                                                                      | 原版：O'Reilly Media 大陆：东南大学出版社              |      |
| 2005   | 震撼奖（技术类） | Agile Web Development with Rails 大陆中文版：《应用Rails进行敏捷Web开发》                                                                     | Dave Thomas、David Hansson、Leon Breedt以及Mike Clark                                         | 原版：Pragmatic Bookshelf 大陆：电子工业出版社         |      |
| 2006/7 | 震撼奖（通用类） | Agile Software Development: The Cooperative Game 大陆中文版：《敏捷软件开发(原书第2版)》                                                      | Alistair Cockburn                                                                             | 原版：Addison-Wesley Professional 大陆：机械工业出版社 |      |
| 2006/7 | 震撼奖（技术类） | Head First Object-Oriented Analysis & Design 大陆中文版：《深入浅出面向对象分析与设计》                                                       | B. McLaughlin、G. Pollice以及D. West                                                          | 原版：O'Reilly Media 大陆：东南大学出版社              |      |
| 2008   | 震撼奖（通用类） | Beautiful Code 大陆中文版：《代码之美》 | Andy Oram和Greg Wilson                                                                        | 原版：O'Reilly Media 大陆：机械工业出版社              |      |
| 2008   | 震撼奖（技术类） | Continuous Integration: Improving Software Quality and Reducing Risk 大陆中文版：《持续集成:软件质量改进和风险降低之道》                      | Paul Duvall、Steve Matyas以及Andrew Glover                                                    | 原版：Addison-Wesley Professional 大陆：机械工业出版社 |      |
| 2009   | 震撼奖（通用类） | Adrenaline Junkies and Template Zombies: Understanding Patterns of Project Behavior 大陆中文版：《项目百态：深入理解软件项目行为模式》        | Tom Demarc、Peter Hruschka、Tim Lister、Suzanne Robertson、James Robertson以及Steve McMenamin | 原版：Dorset 大陆：人民邮电出版社图灵公司              |      |
| 2009   | 震撼奖（技术类） | Real World Haskell 大陆中文版：《白话Haskell——函数式编程入门》                                                                                | Bryan O'Sullivan、John Goerzen以及Don Stewart                                                 | 原版：O'Reilly Media 大陆：（尚未发行）清华大学出版社  |      |
| 2010   | 震撼奖           | Masterminds of Programming: Conversations with the Creators of Major Programming Languages 大陆中文版：《编程之魂：与27位编程语言创始人对话》 | Federico Biancuzzi和Shane Warden                                                              | 原版：O'Reilly Media 大陆：电子工业出版社              |      |

### 历史奖项记录
1. 在Google文档中有人整理出来的列表（其中1997年的记录有明显错误） （页面存档备份，存于）
2. 历年 JOLT 获奖书籍（年代可能都往后推了1年） （页面存档备份，存于）
3. 历届Jolt（截止至18届，2007年）

## 引用
1. ↑  . javaeye.   [2011-02-24].[]
2. ↑  .   [2011-02-18]. （原始内容存档于2011-01-16）.
3. ↑  .   [2011-02-18]. （原始内容存档于2010-08-06）.
4. ↑  . Dr.Dobb's Journal.   [2011-02-18]. （原始内容存档于2011-09-12）.
5. ↑  .   [2011-02-18]. （原始内容存档于2010-08-20）.
6. ↑  .   [2011-02-24]. （原始内容存档于2010-05-13）.